# Iglesia de San Marcos (Zagreb)
La Iglesia de San Marcos (en croata: Crkva sv. Marka: sv. Marka [tsr̩kʋun sʋetoɡ]) es la iglesia parroquial del viejo Zagreb, Croacia, localizada en la Plaza de San Marcos.

## Descripción
La ventana de estilo románico es el mejor ejemplo de que la iglesia tuvo que ser construida alrededor del siglo XII, dicha evidencia también la prueba la planta semicircular de la capilla de Santa María, más tarde modificada.
En la segunda mitad del siglo XIV, la iglesia se reconstruyó totalmente. De este modo, el estilo cambió hacia el gótico tardío con tres naves.
La parte más valiosa de la iglesia es su entrada sur, considerada obra de los escultores de la familia Parler de Praga (a finales del siglo XIV).
La composición gótica de la entrada consta de quince efigies colocadas en once nichos superficiales. En la parte superior se encuentran las estatuas de José y María con el niño Jesús, y en la parte inferior se pueden observar las de San Marcos y el león; los Doce Apóstoles están colocados en ambos lados de la entrada (cuatro estatuas de madera reemplazaron los originales que fueron destruidos). Por su composición artística y el número de estatuas, esta entrada es la más importante del gótico en el sur de Europa Central.
En el exterior, en la pared noroeste de la iglesia se encuentra el escudo más antiguo de Zagreb, con el año 1499 esculpido en él (el original se guarda en el Museo de la Ciudad de Zagreb). 
En el techo, los azulejos están puestos de modo que representan el escudo de Zagreb (castillo blanco en fondo rojo) y el Reino de Croacia (Habsburgo).

## Galería de imágenes

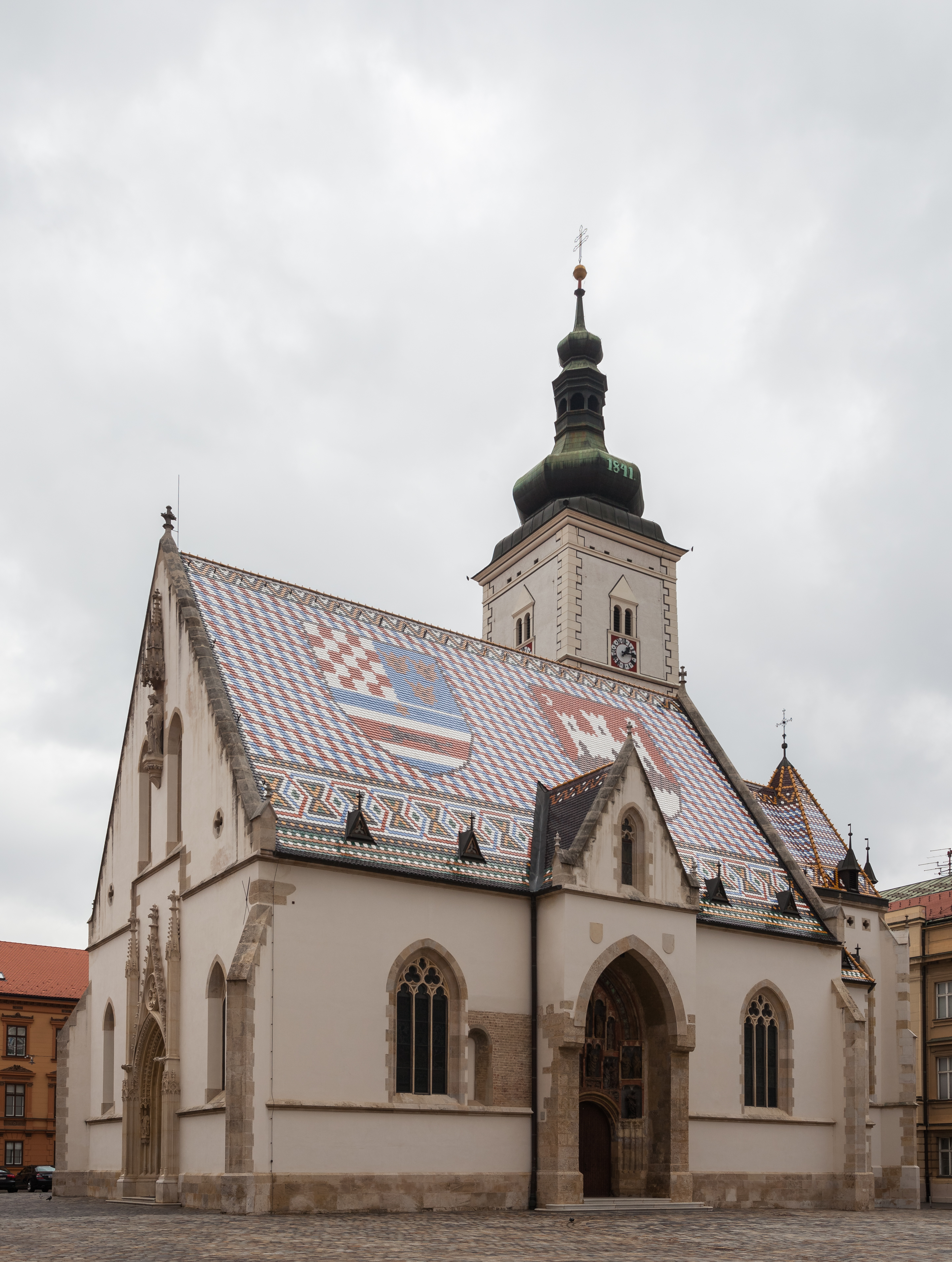
Otra vista del templo
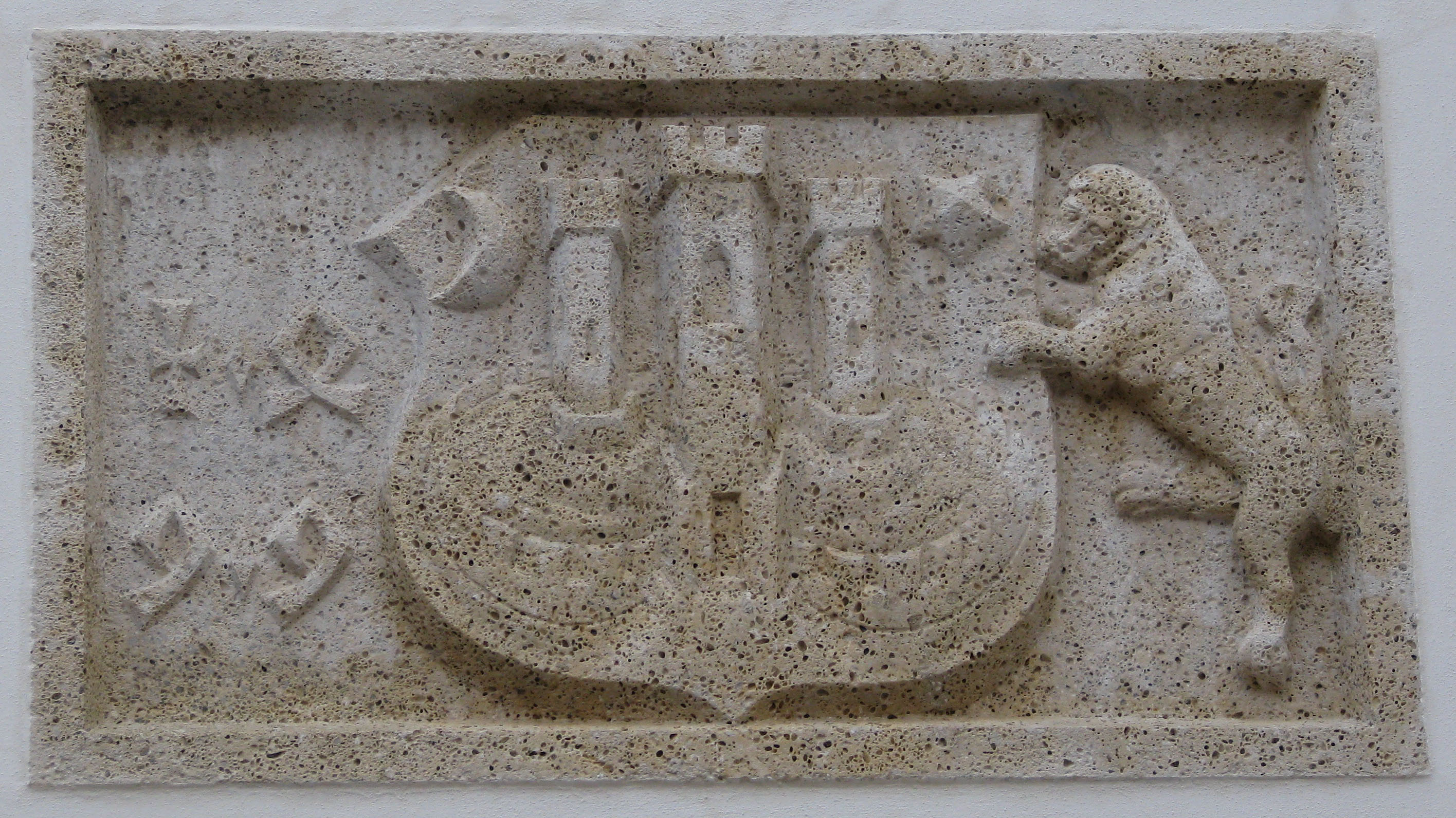
El escudo más antiguo de Zagreb.
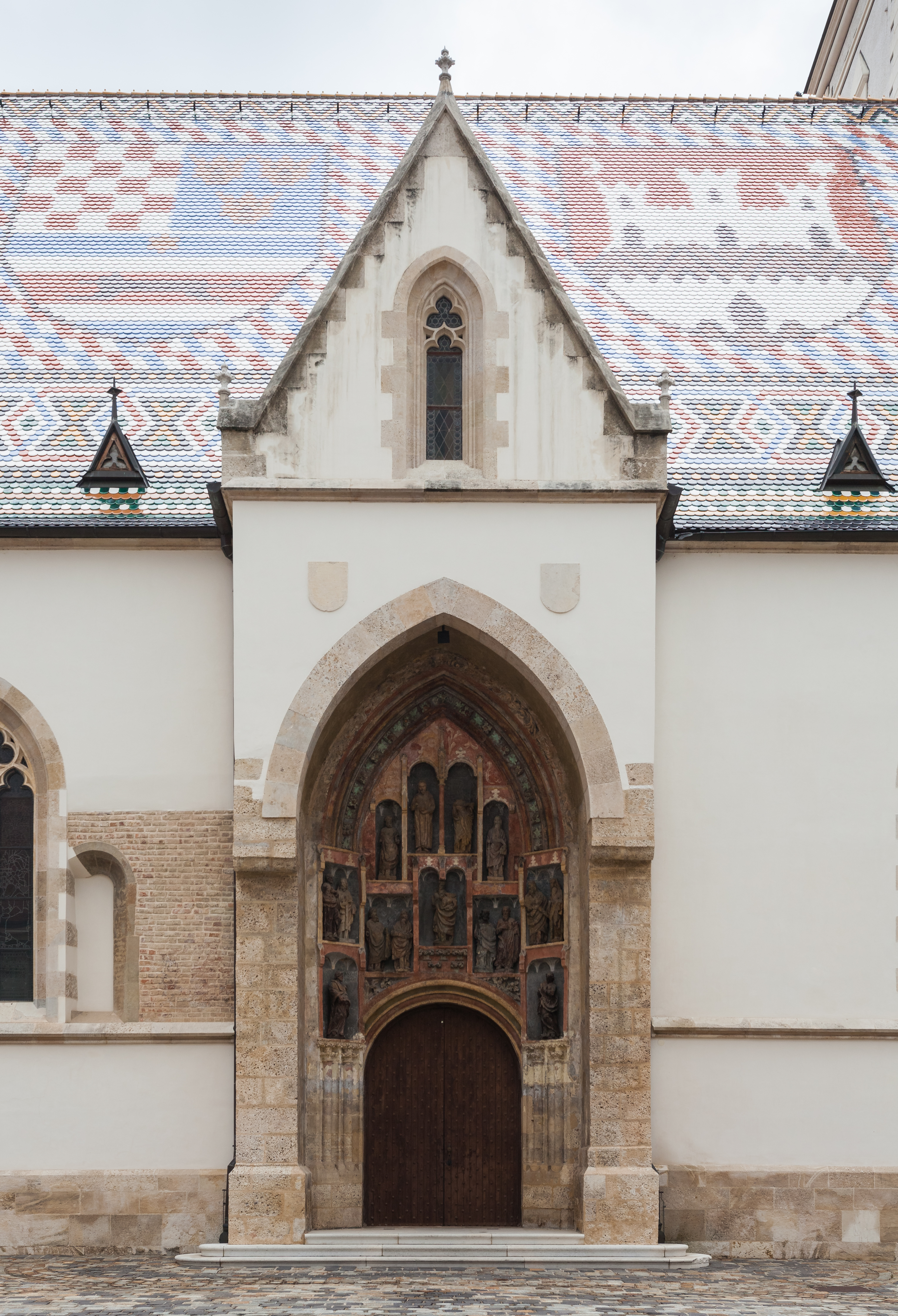
Detalle de la entrada sur.
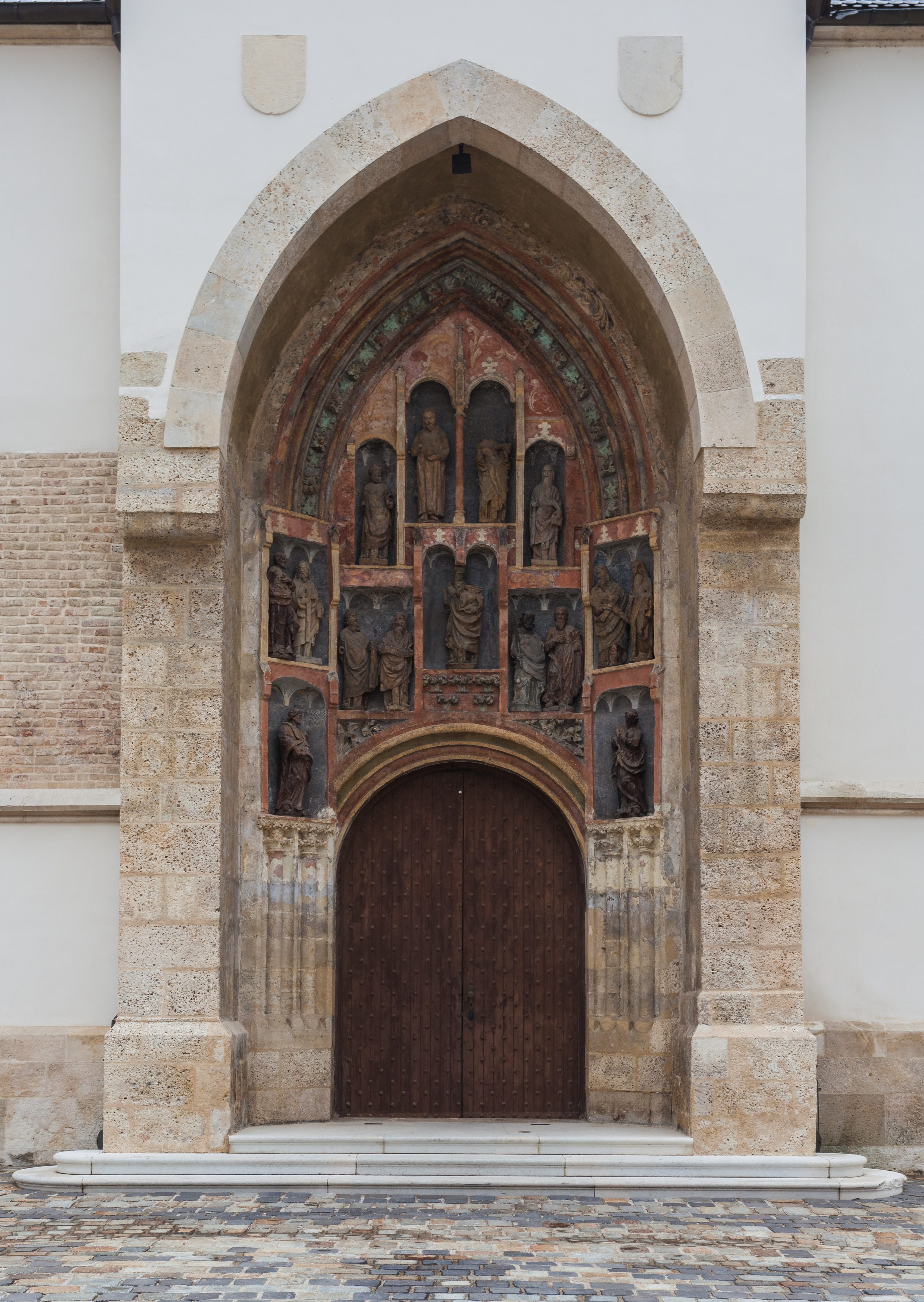
Esculturas góticas originales en la entrada.